# Keltensiedlung Sandberg

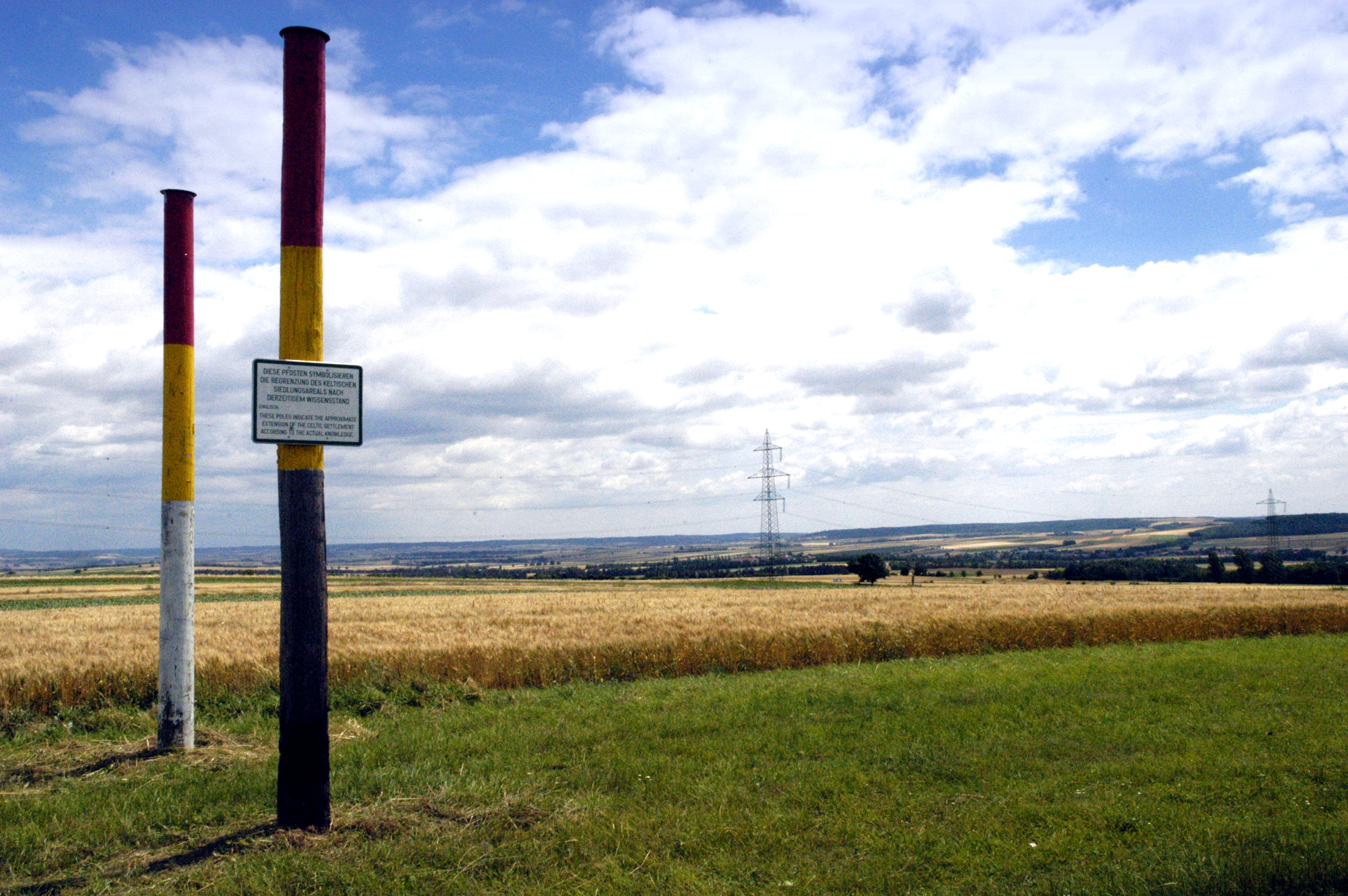
Blick auf das Areal der Keltensiedlung Sandberg

Die Keltensiedlung Sandberg (auch: Keltenstadt, Keltensiedlung Roseldorf oder Keltischer Fürstensitz Sandberg) befindet sich auf dem Sandberg (340 m) in den politischen Gemeinden Sitzendorf an der Schmida und Zellerndorf in Niederösterreich. Sie ist die größte keltische Siedlung und die älteste Münzprägestätte in Österreich sowie jene keltische Siedlung mit den meisten keltischen Heiligtümern überhaupt. Das Ausmaß der Siedlung ist nach wie vor nicht bekannt, wobei der Umfang je nach Quelle auf eine Größe von mindestens 38 Hektar (Stand 2022) gesichert sind. Da die Siedlungsgrenzen bis jetzt nur im Süden und Westen dokumentiert werden konnten, ist anzunehmen, dass die Siedlung deutlich größer gewesen ist.
Nachgewiesen ist die überregionale Bedeutung der Siedlung durch die hier geprägten Münzen. Obwohl die Siedlung städtischen Charakter hatte, kann derzeit (Stand 2023) nicht von einem keltischen Oppidum mit Murus Gallicus, sondern eher von einer befestigten Großsiedlung oder Zentralsiedlung bzw. keltischen Stadt gesprochen werden. Die Datierung der Siedlung ist unsicher. Allgemein wird der Beginn der keltischen Besiedelung am Sandberg für die Früh-Latènezeit im 4. Jahrhundert v. Chr. angenommen. Das Ende der Siedlungstätigkeit dürfte im 1. Jahrhundert v. Chr. gewesen sein.

## Lage und Namensgebung
Die Keltensiedlung am Sandberg ist seit dem frühen 18. Jahrhundert durch Oberflächenfunde bekannt, wurde jedoch erst seit dem Jahr 1995 mit dem Arbeitstitel „Keltischer Fürstensitz Sandberg“ als damals erst zweite latènezeitliche Flachlandsiedlung in Österreich beforscht. Als archäologische Bezeichnung hat sich „Keltensiedlung Roseldorf“ bzw. „Anlage Roseldorf“ in der Literatur eingebürgert, weil die Siedlung zum größten Teil innerhalb der politischen Grenzen von Roseldorf (Gemeinde Sitzendorf) liegt. Zum kleineren Teil wiederum reicht die Siedlung in die politischen Grenzen von Platt (Gemeinde Zellerndorf) hinein, dieses ist der Keltensiedlung aber geografisch näher als Roseldorf. Aus diesem Grund hat sich im allgemeinen Sprachgebrauch die „politisch neutrale“ Bezeichnung „Keltensiedlung Sandberg“ eingebürgert. Da bis heute die Ostgrenze (wie auch die Nordgrenze) der Siedlung nicht erforscht ist, könnte man sogar spekulieren, dass eine weitere Gemeinde (Guntersdorf) Anteil an dieser Siedlung hat. Wie die Kelten selbst ihre Siedlung genannt haben, ist nicht bekannt, weil darüber keine schriftlichen Aufzeichnungen vorliegen.

## Siedlungstyp und Befestigung

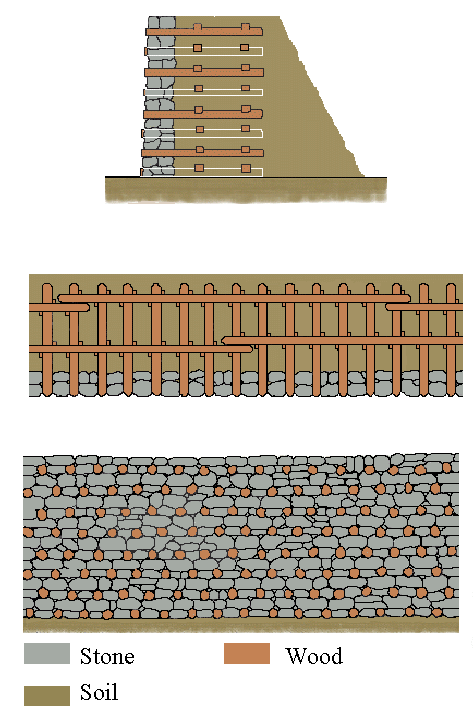
Keltenmauer (Murus Gallicus)

Über Frage nach dem Siedlungstyp „Oppidum“ herrscht bei der Keltensiedlung Sandberg nach wie vor keine akademische Einigkeit. Für manche Akademiker stellt der Begriff des „Oppidum“ einen eng definierten keltischen Siedlungstyp aus der späten Latènezeit dar (Siedlung, befestigt mit einem Murus Gallicus), der von Cäsar für gallische Keltensiedlungen beschrieben wurde.
Andererseits sind viele Wissenschaftler der Meinung, dass der Begriff „Oppidum“ zum einen vom städtischen Charakter einer Siedlung abhängt (also Handwerksviertel, Wohnviertel, eine gewisse ansässige Industrie, Versammlungsorte und dergleichen), zum anderen davon ob die Stadt überhaupt befestigt war. Nicht überall waren Steine in geeigneter Zahl verfügbar, sodass Steinmauern um eine Siedlung errichtet werden konnten. Wenn man den Begriff „Oppidum“ im Sinne von „bewehrter Stadt“ verwendet, ist der Kreis der „Oppida“ deutlich größer gefasst. Auch ist zu bedenken, dass Cäsar die gallischen Siedlungen beschrieb und auch wenn es sich um die gleiche Kultur handelte, können die Kelten im Osten hier ihre eigenen Bräuche gehabt haben.
Zwar gibt es Siedlungen in Mitteleuropa die sich, obwohl sie bereits wie die Keltensiedlung Sandberg in der frühen Latènezeit bestanden, später zum (cäsarischen) Oppidum entwickelt haben (zum Beispiel das Oppidum von Manching), trotzdem kann die Keltensiedlung am Sandberg mindestens als „oppidumartige“ Siedlung oder Stadt bezeichnet werden. Die Keltensiedlung am Sandberg war wahrscheinlich lediglich mit einem Grabensystem, möglicherweise in Kombination mit Palisaden, Wällen und Toranlagen, vielleicht auch teilweise mit einer Pfostenschlitzmauer gesichert. Eine entsprechende archäologische Grabung im Herbst 2023 soll hier Aufschluss bringen.
Auch denkbar, nach Holzer und Urban, wäre entsprechend der römischen Einteilung statt Oppidum als andere Bezeichnung „Urbs“ für die Siedlung am Sandberg, beziehungsweise nach Trebsche und Jandaurek die Nicht-Römische Einteilung „Großsiedlung“.

## Funde

### Allgemeines

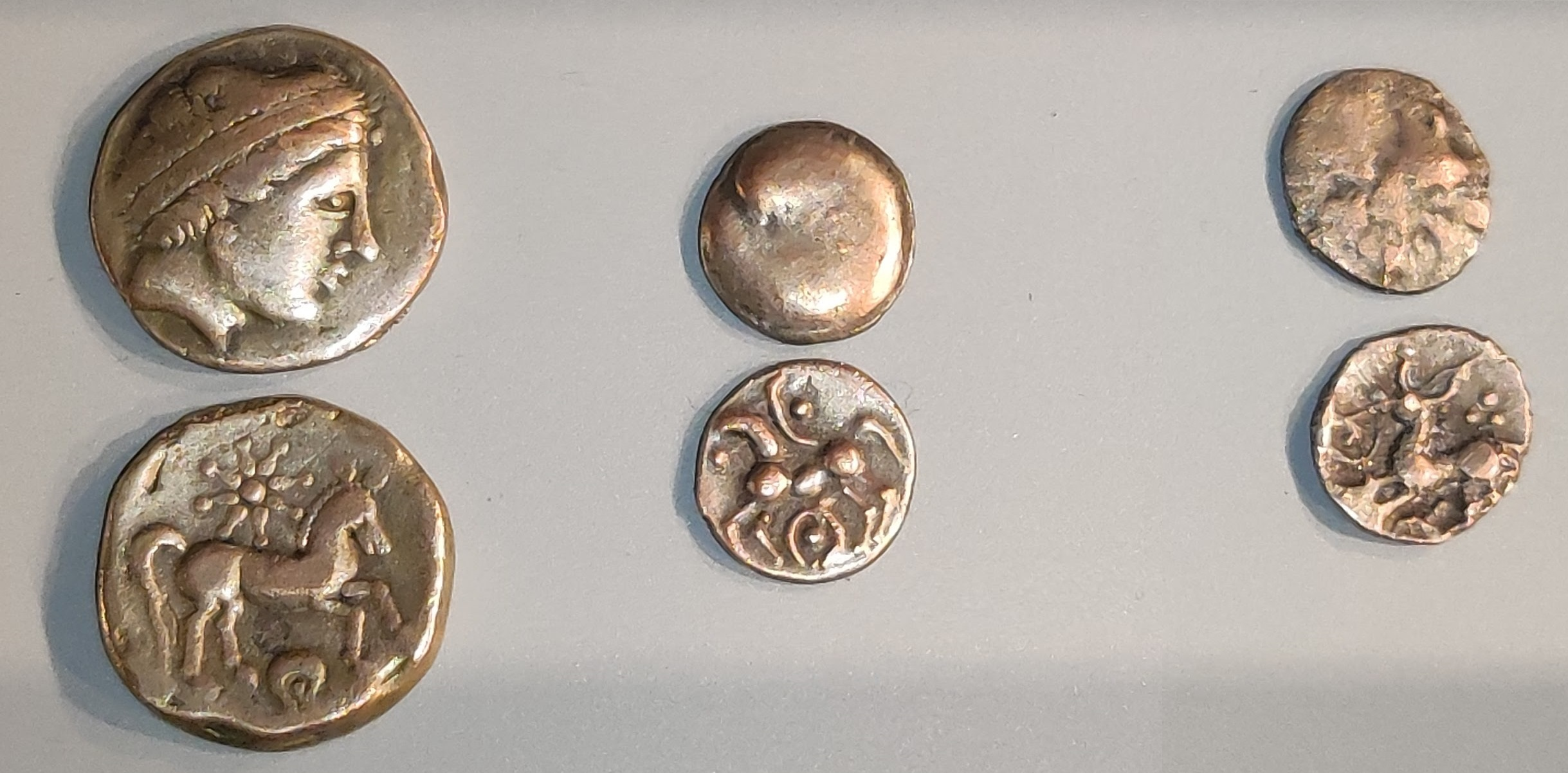
V. l. n. r.: Drachme des Typs Leier-Stern, Obol Roseldorf II, Obol Roseldorf III. Das Material der Münzen ist Elektron. Zu sehen sind die Münzen in der keltischen Dauerausstellung des NHM Wien, Saal 13.

Seit dem frühen 18. Jahrhundert gab es am Sandberg immer wieder aufregende Oberflächenfunde, wie zum Beispiel in Form einer großen Anzahl an Münzen, aber auch keltische Gürtelhaken, Waffen und Glas wurden hier aufgesammelt. Vieles davon verschwand in privaten Kanälen und verscholl im Laufe der Zeit oder ist heute der Fundstätte nicht mehr zuordenbar. Nur Weniges wurde von Museen aufgekauft, wie die Münzsammlung des Kunsthistorischen Museums Wien, die fast 600 keltische Münzen vom Typ Roseldorf, insgesamt etwa 1500 Münzen aus der Fundzone der Keltensiedlung am Sandberg besitzt. Noch in den 1980er Jahren suchten „Schatzjäger“ auf allen Vieren die Felder des Sandberges ab, um Münzen aufzusammeln. Später kamen Sammler mit Metalldetektoren, um erfolgreich Münzen und andere Metallgegenstände aufzuspüren. Seit 1990 stehen diese Felder unter Denkmalschutz, ein Aufsammeln jeglicher Gegenstände von dort ist verboten. In neuerer Zeit werden die Felder auch durch Kameras überwacht und illegales Sammeln ausnahmslos zur Anzeige gebracht.
Ab 1995 wurde unter der Leitung von Veronika Holzer (NHM Wien) am Sandberg Forschungen vorgenommen, wobei in der Folge neue spektakuläre Befunde zu Tage traten. Die damals relativ neue Technik der geophysikalischen Prospektionen brachte bereits im Vorfeld einzigartige Befunde hervor, da die Siedlung am Sandberg nie überbaut wurde. Durch diese einphasige Bebauung konnten Ergebnisse anderer Siedlungen in der Keltenforschung erstmals eindeutig interpretiert und zugeordnet werden, wo sie bei vorherigen Prospektionen anderer, (mehrphasiger) Flachlandsiedlungen nicht zuordenbar waren. Die folgenden Grabungen brachten neben einem tollen Befund eines Getreidespeichers  drei gut erhaltene, zeitgleich bestehende Kultbezirke innerhalb des keltischen Siedlungsareals hervor, die in Mitteleuropa einzigartig sind. Münzen als Opfergaben aus archäologischen Schichten in den Heiligtümern ermöglichten erstmals eine zeitliche Einordnung derselben.
Im Großen Heiligtum I wurden im Jahr 2003 fünf Gusstiegel (davon drei nur als Fragment) geborgen, für welche teilweise die Verarbeitung von Silber und Bronze nachgewiesen ist.

### Münzprägestätte und Münzen

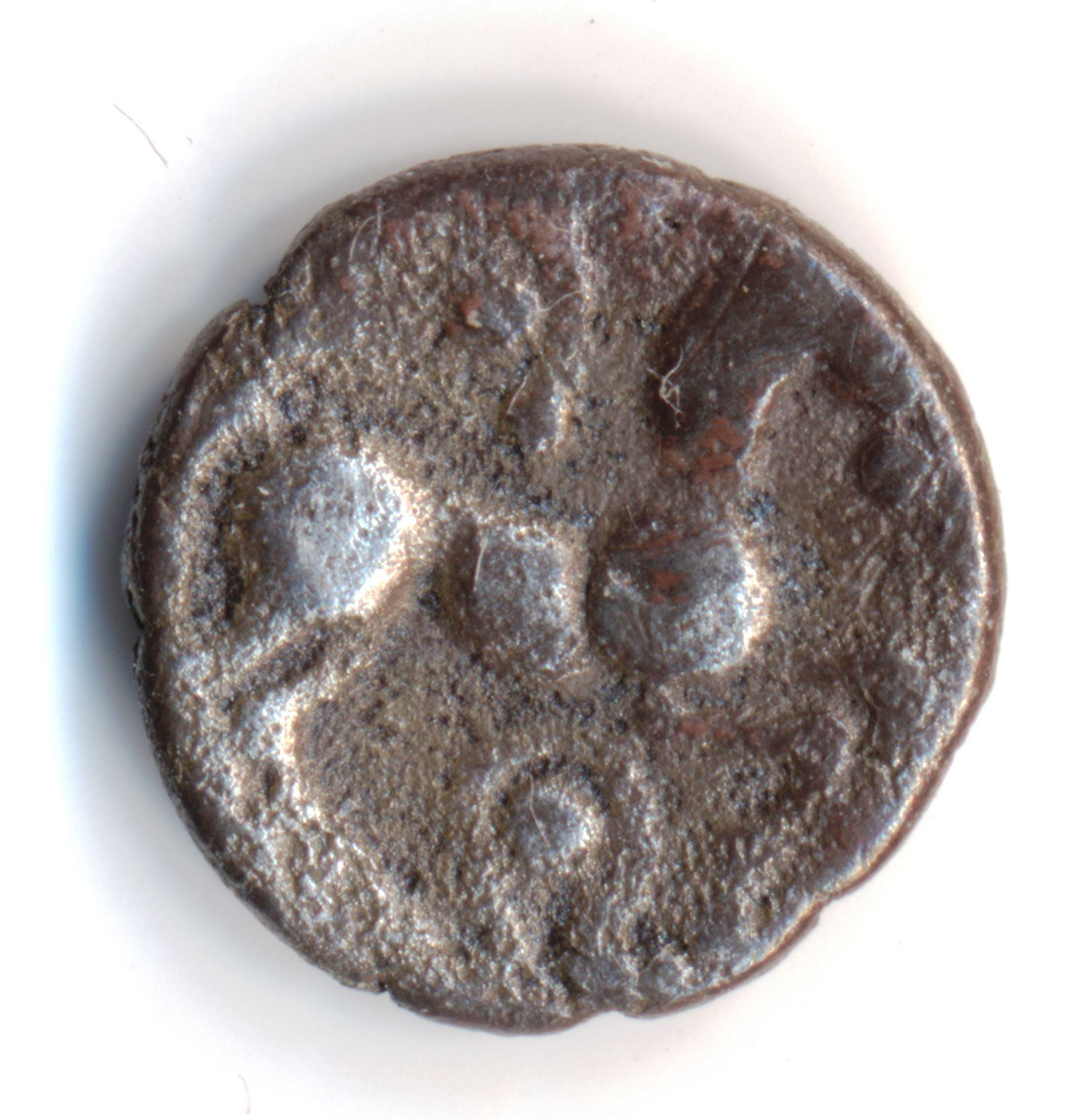
Roseldorf I, Silber, keltische Kleinmünze, Obol

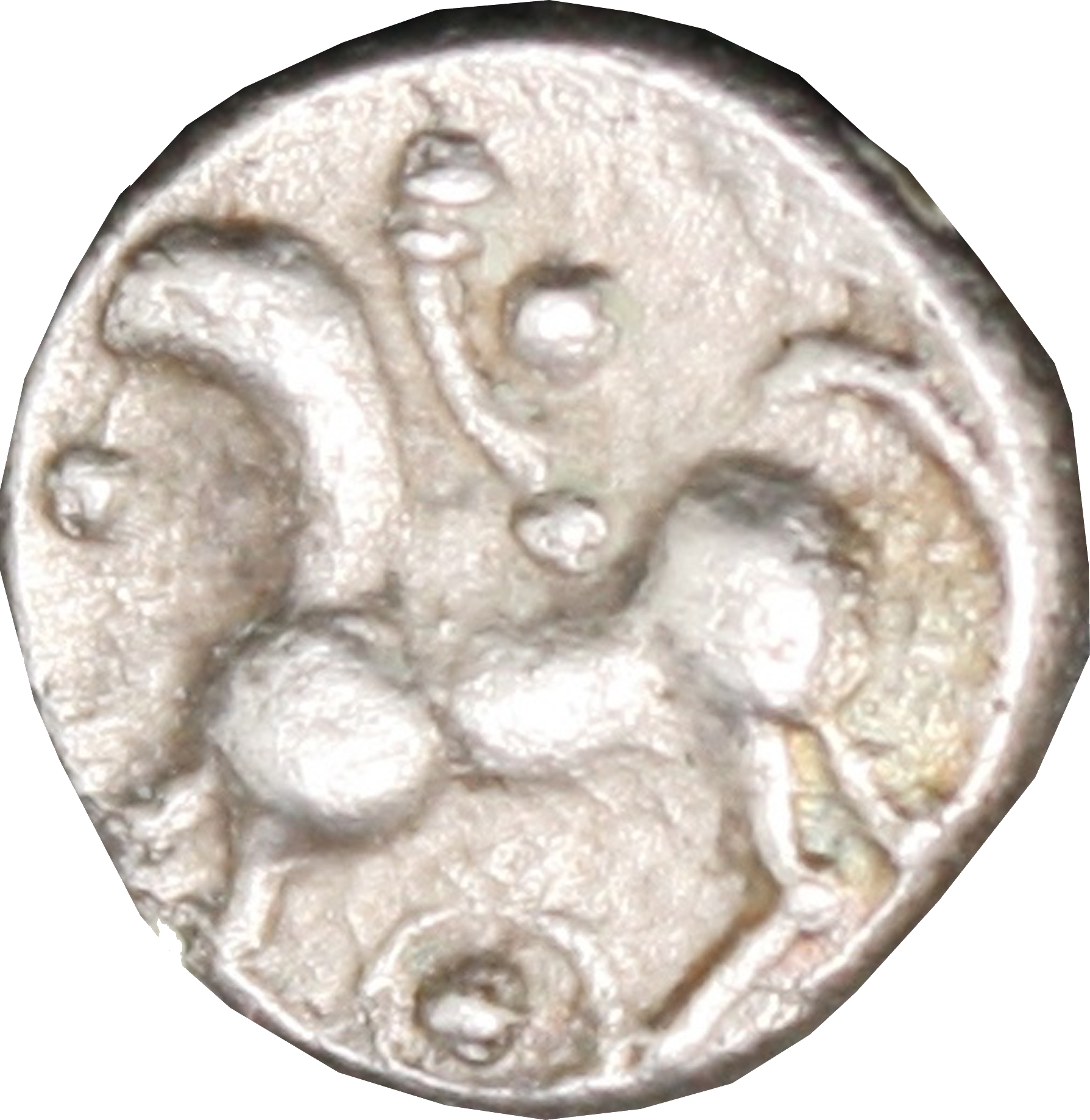
Roseldorf II, Silber, keltische Kleinmünze, Obol

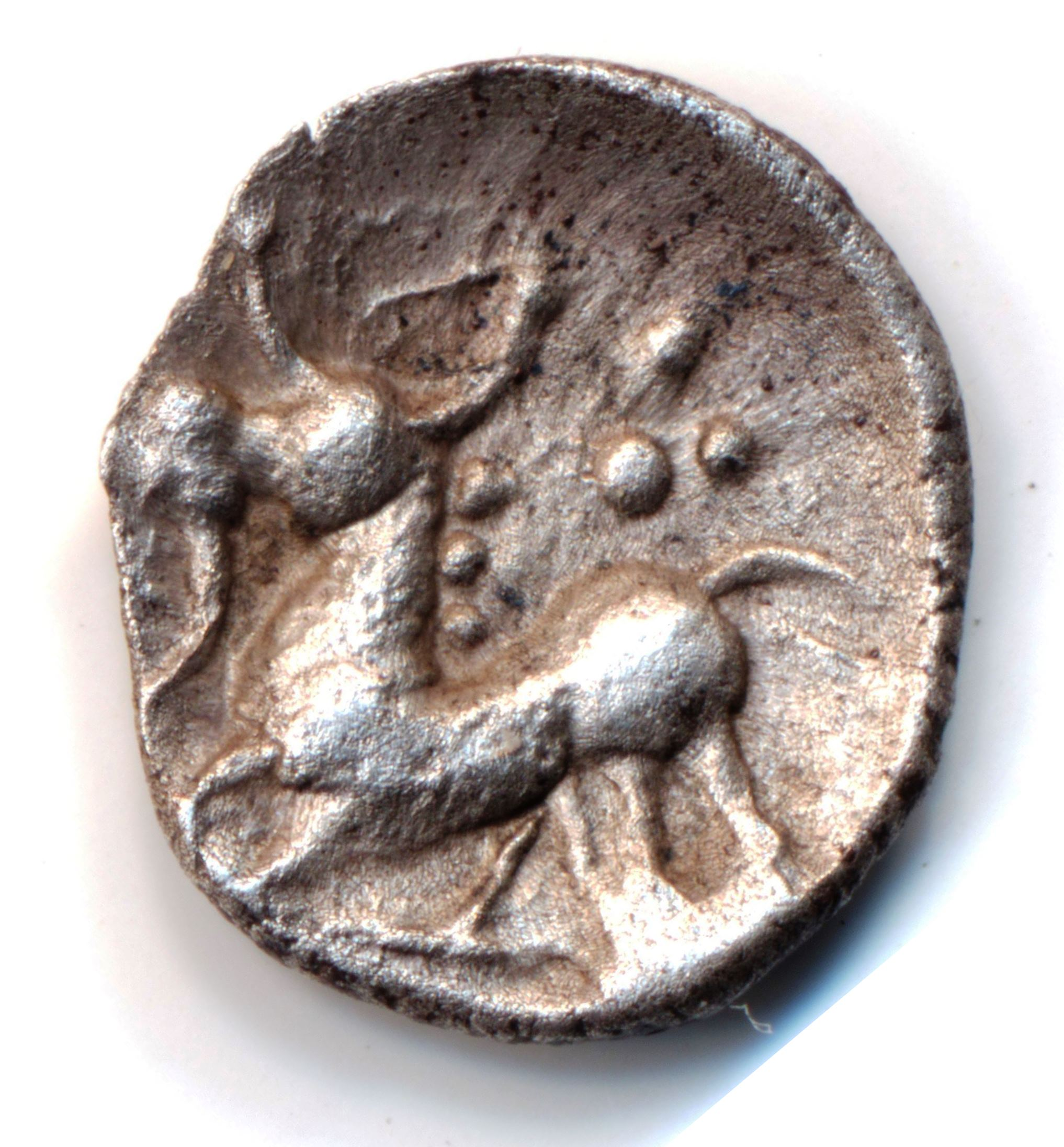
Roseldorf III, Silber, keltische Kleinmünze, Obol

Für die Keltensiedlung Sandberg ist die Münzprägung durch den Fund eines Prägestempels und eines Tüpfelplattenfragments (das ist ein Schmelztiegel für Münzschrötlinge) für Goldschrötlinge belegt. Die Keltensiedlung Sandberg ist nicht nur Österreichs älteste Münzprägestätte, es wurden hier auch so viele keltische Münzen gefunden, wie nirgends sonst in Österreich. Der Zeitraum der Münzprägung reicht vermutlich bis in das dritte Jahrhundert vor unserer Zeit zurück und dauerte etwa 250 Jahre – so lange wie in kaum einer anderen keltischen Münzprägestätte. Ältere Fremdmünzen, deren Fund typisch für solche Stätten ist, wurden allerdings am Sandberg keine gefunden. Dies dürfte der intensiven illegalen Münzsuche in der Vergangenheit geschuldet sein, da die größeren Fremdmünzen einfacher zu finden und aufzulesen waren, als die winzigen keltischen Münzen. Möglicherweise fördern hier zukünftige Grabungen aber noch entsprechende Nachweise zu Tage. Drei hier geprägte Kleinmünztypen sind hier nachgewiesen (Roseldorf I-III), wobei alle drei Kleinmünzen in Silber (seltener in Elektron) geprägt waren und nur zwischen 6 und 10 Millimeter groß waren. Größere Varianten der Münzen existieren, sind aber sehr selten.

#### Prägung Roseldorf I
Die ältesten Prägungen am Sandberg werden in der Literatur als „Roseldorf I“ bezeichnet. Sie zeigt im Revers ein Pferd mit Reiter, beide nach rechts gerichtet. die früheren Typen dieser Münze zeigen noch einen Stern, die späteren Typen eine Line mit einem im Bogen eingetieften Punkt unter Pferd und Reiter. Der Avers ist buckelig und nicht geprägt. Das durchschnittliche Gewicht der aus guten Silber produzierten Münze beträgt etwa 0,9 Gramm oder etwas weniger, der Durchmesser etwa 10 Millimeter. Sie ist weniger häufig zu finden als die Roseldorf II aber noch bedeutend häufiger als die Roseldorf III. Wenn man die Verteilung der Roseldorf-Typen im Münzkabinett des Kunsthistorischen Museums als Fundbasis nimmt, sind etwa 24 % aller gefundenen Roseldorf-Typen vom Typ Roseldorf I.

#### Prägung Roseldorf II
Am längsten und öftesten wurde der Obol „Roseldorf II“ geprägt. Diese unterscheidet sich von der Roseldorf I am auffälligsten dadurch, dass sie im Revers Reiter und Pferd nach links blicken lässt. Der Avers ist wie beim Vorgänger buckelig und nicht geprägt. Das Gewicht beträgt durchschnittlich 0,7 Gramm, der Durchmesser beträgt etwa 9 Millimeter. Als Material kam auch hier Silber zum Einsatz, das mehr oder weniger legiert war. Sie ist die häufigste der in Roseldorf geprägten Münzen. Wenn man die Verteilung der Roseldorf-Typen im Münzkabinett des Kunsthistorischen Museums als Fundbasis nimmt, sind etwa 67 % aller gefundenen Roseldorf-Typen vom Typ Roseldorf II.

#### Prägung Roseldorf III
Wenn man die Verteilung der Roseldorf-Typen im Münzkabinett des Kunsthistorischen Museums als Fundbasis nimmt, sind nicht ganz 9 % aller gefundenen Roseldorf-Typen vom Typ Roseldorf III. Sie ist damit mit Abstand die seltenste der drei Roseldorf-Typen. Der Avers ist teilweise ungeprägt, teilweise mit einem Kopf der nach links schaut versehen. Es sind hier mindestens vier verschiedene Köpfchen bekannt. Am Revers sieht man einen springenden Hirsch, nach links gerichtet, mit unverzweigten Geweih. Darüber drei Punkte in Dreiecksform. Von seinem Maul hängt eine Zügelartige Leine herab, unter dem Tier befindet sich ein sporenähnliches Gebilde. Die unterschiedlichen Varianten der Münze, die in der Spätzeit der Siedlung geprägt wurden, sind sehr selten und meist in Privatbesitz. Das Material ist Silber, das Gewicht beträgt etwa 0,4 Gramm und der Durchmesser etwa 7 mm, die Münzen sind Schüsselförmig ausgeprägt.

#### Münzfälschungen
Ab dem Münztyp Roseldforf II gibt es zahlreiche Fälschungen der Gold- und Silbermünzen vom Sandberg. Diese Fälschungen sind derart häufig, das ausgeschlossen wird, dass es sich um kleinkriminelle Fälscher handelt. Vielmehr wird allgemein die Meinung vertreten, dass die Fälschungen sozusagen unter staatlicher Kontrolle stattfanden, da die Qualität der Fälschungen außerordentlich gut ist. Die Münzen wurden mit einem Kupfer- oder Bronzekern versehen. Schätzungen gehen davon aus, dass jede zweite dieser Münzen eine Fälschung aus der Keltensiedlung Sandberg ist. Da Fälschungen keltischer Münzen nichts Ungewöhnliches sind, wird vermutet, dass die Fälschungen vielleicht aus Materialknappheit vorgenommen wurden. Gefälscht wurden hauptsächlich Goldmünzen und Goldbarren. Gefälschtes Kleinsilber ist selten. Um die Echtheit von keltischen Münzen und Metallbarren zu prüfen, wurden sogenannte Prüfhiebe gemacht. Dabei wurde mit einem Meißelhieb der Kern der Münze freigelegt, sodass man das Innere sah. Es sind falsche Münzen mit gefälschten Prüfhieben in der Siedlung Sandberg gefunden worden, die anschließend versilbert oder vergoldet wurden. Auch vergoldete Exemplare von Silbermünzen sind bekannt.

#### Weitere Münzfunde
In der Keltensiedlung Sandberg wurden des Weiteren viele Münzen anderer Prägestätten gefunden. Diese belegen die weitreichenden Verbindungen und die Wichtigkeit als Handelsplatz dieser Großsiedlung. So wurden Münzen der Vindelinker, der Noriker, Ostkelten und anderen wichtigen keltischen Zentren gefunden. Umgekehrt sind die Münzen aus der Keltensiedlung Sandberg ebenfalls weit in Europa, sogar bis Afrika verstreut.

### Die keltischen Kulturbezirke
Große Bedeutung erhält die Siedlung vor allem durch die große Anzahl an zeitgleichen Heiligtümern, wie es sie in keiner einzigen anderen keltischen Siedlung gab. Innerhalb des keltischen Siedlungsareals am Sandberg konnten bisher insgesamt sieben quadratische Heiligtümer und mindestens zwei großen Opfergrubenkomplexe, die auf drei Kultbezirke aufgeteilt sind, dokumentiert werden. Der Kultbezirk 1 im östlichen Bereich am Südhang des Sandberges setzt sich aus einem großen keltischen Heiligtum mit den Ausmaßen von ca. 17 × 17 m, zwei kleinen keltischen Kultanlagen mit den Ausmaßen von ca. 10 × 10 m und mindestens zwei großen Opfergrubenkomplexen zusammen. Der zweite Kultbezirk befindet sich am Plateau des Sandberges und besteht ebenfalls aus einem großen Heiligtum mit ca. 17 × 17 m und zwei kleinen Kultstätten mit ca. 12 × 12 m und ca. 10 × 10 m Ausdehnung. Der dritte Kultbezirk am westlichen Randbereich der Siedlung am Südhang des Sandberges zeigt noch ein kleines Heiligtum, welches noch nicht archäologisch untersucht ist.

#### Heiligtümer
Die Heiligtümer hatten viele Gemeinsamkeiten, aber auch deutliche Unterschiede in Details des Bautyps und Opferguts. Alle Heiligtümer bestanden aus einem durchgängigen quadratischen Opfergraben, weshalb das Innere der Heiligtümer vermutlich durch eine Holzbrücke erreichbar war. Wo sich diese Holzbrücken und somit die Eingänge befanden, konnte nicht mehr eruiert werden. In den von den Opfergräben der Heiligtümer des ersten Kultbezirkes eingeschlossenen Flächen befanden sich eine bzw. vier Opfergruben. Eine Palisade konnte nicht nachgewiesen werden. Im Gegensatz dazu hatten die Heiligtümer des zweiten Kultbezirkes keine nachgewiesenen Opfergruben, das große Heiligtum dafür aber eine dem Opfergraben innen parallellaufende Palisade.
Teile des Grabens dürften überdies in der Phase der späteren Nutzung als Abfallgrube verwendet worden sein.

##### Opfergaben
Zu den Opfergaben am Sandberg zählen einerseits rituell zerstörte, existentiell wichtige oder mit Symbolwert behaftete materielle Güter, darunter vor allem Kriegsausrüstung wie Waffen, Streitwägen und Pferdegeschirre, andererseits aber auch sogenannte blutige Opfer von Menschen und Tieren.
Bei den Opfertieren wurden vor allem Großtiere wie Rinder und Pferde der Verwesung preisgegeben und noch im halbverwesten Zustand – also Großteils noch im Sehnenverband – im Opfergraben deponiert. Die Pferdeopfer im großen Heiligtum am Plateau des Sandberges wurden mit ihrem Geschirr, wie vor allem ein Pferdeschädel mit der Ringtrense im Maul deutlich zeigt, geopfert und in den Graben gelegt.
Weintraubenkerne, Tierknochen und Keramikgeschirr stellen Reste von Festmahlen dar, bezeugen aber auch Speise- und Trankopfer. Die mögliche Opferung von Kleidung und Tracht ist durch Schmuckstücke bzw. Trachtbestandteile aus Metall und Glas wie Fibeln oder Glasarmreifen belegt.
Alle Opfergaben wurden nach ihrer rituellen Zerstörung und/oder längerer Zurschaustellung endgültig in den Opfergräben deponiert. Damit wurden sie der menschlichen Sphäre entzogen und waren bereit für den Transfer zu den Gottheiten. Oftmals wurde auch nur ein Teil für die ganze Opfergabe (pars pro toto) deponiert.
Durch den Fund einer Silbermünze des Typs Roseldorf I und von mehreren Silbermünzen des Typs Roseldorf II in eindeutig zuordenbaren archäologischen Schichten der Heiligtümer war es erstmals möglich, diesen Münztyp zeitlich einzuordnen.

### Herausragende Funde
Die eiserne Druidenkrone, die im großen Heiligtum gefunden worden war, stellt wahrscheinlich das einzige erhaltene Exemplar einer eisernen Druidenkrone dar. Sie ist zudem die einzige Druidenkrone, die jemals in Kontinentaleuropa gefunden wurde. Vergleichbare Exemplare (allerdings aus Bronze) sind nur aus England und Irland bekannt. Es handelt sich bei „Druidenkronen“ um einen zeremoniellen Kopfschmuck für einen hochrangigen Würdenträger.
Als ebenso herausragend kann die künstlich bearbeitete Hirschgeweihstange aus demselben großen Heiligtum angesehen werden. Sie ist eine schädelechte Geweihstange – das Tier musste also tot, vielleicht geopfert worden sein, um das Geweih zu entnehmen. Aufgrund der Zuschnitzung und Lochung mit Rostspuren des Stirnzapfens dürfte es sich um einen Teil einer hölzernen (und somit vergangenen) Götterfigur des Hirschgottes Cernunnos handeln, der mit einem Nagel am Kopf der Götterfigur angebracht war.
Ein weiterer Sonderfund aus diesem großen Heiligtum ist eine Wurfwaffe, die wahrscheinlich wie ein römisches Pilum verwendet wurde. Ein Pilum ist als römischer Fund sehr selten (und als keltischer Fund noch seltener), da die Waffe teuer und wertvoll war. Sie wurde in der Regel von ausscheidenden Armeemitgliedern an die nächste kämpfende Generation weitergegeben.
Weitere besondere und seltene Funde aus den Heiligtümern am Sandberg sind zwei Kettenpanzerfragmente, ein siebensterniges Amulett aus Weißbronze (Bronze mit einem sehr hohen Zinnanteil, sodass es beinahe wie Silber aussieht), ein Bratspieß, Stabwürfel aus Bein (sechsseitige längliche Würfel, bei denen die Zahlen 1 und 2 fehlen), Münzen, Kerne von kultivierten Trauben sowie Knochen großer weißer mediterraner Rinder.

## Museen und Ausstellungen
Zur Keltensiedlung Sandberg gibt es eine Dauerausstellung von Fundstücken und keltischen Münzen im Museum Steinzeit- & Keltenkeller Platt. Die Sammlung wird vom Verein „Forum Sandberg“ und dem Naturhistorischen Museum Wien betreut. Der Großteil der Fundstücke ist im Naturhistorischen Museum Wien ausgestellt. Die in der Keltensiedlung Sandberg gefundenen Münzen sind, soweit zugänglich, im Münzkabinett des Kunsthistorischen Museum Wien zu sehen. Einen Nachbau als „Denkmodell“ des Großen Heiligtum aus dem Kultbezirk I ist im Archäologischen Freigelände des MAMUZ ausgestellt.